# Giusfredi Bianchi
El Giusfredi Bianchi (Código UCI: GSB) es un equipo ciclista femenino de Italia de categoría amateur a partir de la temporada 2018.

## Historia
Durante la temporada 2016-2017 hizo parte de la categoría UCI Women's Team, máxima categoría femenina del ciclismo en ruta a nivel mundial.

## Material ciclista
El equipo utiliza bicicletas Bianchi y componentes 

## Clasificaciones UCI
Las clasificaciones del equipo y de su ciclista más destacado son las siguientes:
| Temporada | Clasificación por equipos | Mejor corredor           | Posición                 |
| 2016      | 23.º                      | Tetiana Riabchenko       | 80.º                     |
| 2017      | 38.º                      | Ninguna corredora puntuó | Ninguna corredora puntuó |

## Palmarés
Para años anteriores véase: Palmarés del Giusfredi Bianchi.

### Palmarés 2018

#### UCI WorldTour 2018
| Fechas | Carreras | Ganadora |
|        |          |          |

#### Calendario UCI Femenino 2018
| Fechas | Carreras | Ganadora |
|        |          |          |

#### Campeonatos nacionales
| Fechas | Carreras | Ganadora |
|        |          |          |

## Plantillas
Para años anteriores, véase Plantillas del Giusfredi Bianchi

### Plantilla 2017
| Integrantes del equipo 2017         | Integrantes del equipo 2017 | Integrantes del equipo 2017 | Integrantes del equipo 2017 |
| Corredor                            | Fecha de nacimiento         | Equipo previo               |                             |
| ----------------------------------- | --------------------------- | --------------------------- | --------------------------- |
| Michela Balducci                    | 30 de julio de 1995         | SC Michela Fanini (2016)    |                             |
| Simona Bortolotti                   | 6 de diciembre de 1994      | BePink (2016)               |                             |
| Vania Canvelli                      | 21 de octubre de 1997       |                             |                             |
| Daniela Dumitru                     | 25 de julio de 1987         |                             |                             |
| Giorgia Fraiegari                   | 18 de julio de 1995         | BePink (2016)               |                             |
| Chiara Perini                       | 9 de diciembre de 1997      |                             |                             |
| Omer Shapira                        | 9 de septiembre de 1994     |                             |                             |
| Victoria Zavalloni                  | 17 de septiembre de 1998    |                             |                             |
| Sara Barbieri (13 de abr–31 de dic) | 29 de junio de 1991         |                             |                             |
| Francesca Cauz (1 de abr–31 de dic) | 24 de septiembre de 1992    | Alé Cipollini (2016)        |                             |
|                                     |                             |                             |                             |
| Fuente: ProCyclingStats             |                             |                             |                             |